# Sahand
El Sahand (en persa سهند) és un gran estratovolcà, molt erosionat, que es troba a la província de l'Azerbaidjan Oriental, al nord-oest de l'Iran. Amb 3.707 metres és el cim més alt d'aquesta província.
El Sahand és una de les muntanyes més altes de l'Azerbaidjan iranià, a més de ser un important volcà adormit del país. Es troba a uns 60 km a l'est del llac Urmia i a 40 km a l'est de la ciutat de Tabriz, en una zona amb fins a 17 cims que superen els 3.000 metres.
La datació absoluta de les roques de Sahand indica que aquest volcà ha estat esporàdicament actiu des de fa 12 milions d'anys i fins fa gairebé 140.000 anys. El Sahand està format principalment per dacites i roques fèlsiques associades.
Al vessant nord s'hi practiquen els esports d'hivern en una petita estació d'esquí.